# Parotocinclus maculicauda
Parotocinclus maculicauda é uma espécie de peixes limpa vidros siluriformes, com origem na região sudeste do Brasil e que atinge no tamanho adulto cerca de 4,0 cm.
A principal característica desse peixe é a coloração avermelhada nas nadadeiras dorsal e peitoral.
Peixe bastante sociável e que gosta de aquário bastante plantado.